# Paratettix meridionalis
Paratettix meridionalis är en insektsart som först beskrevs av Jules Pièrre Rambur 1838.  Paratettix meridionalis ingår i släktet Paratettix och familjen torngräshoppor. Inga underarter finns listade i Catalogue of Life.

## Bildgalleri

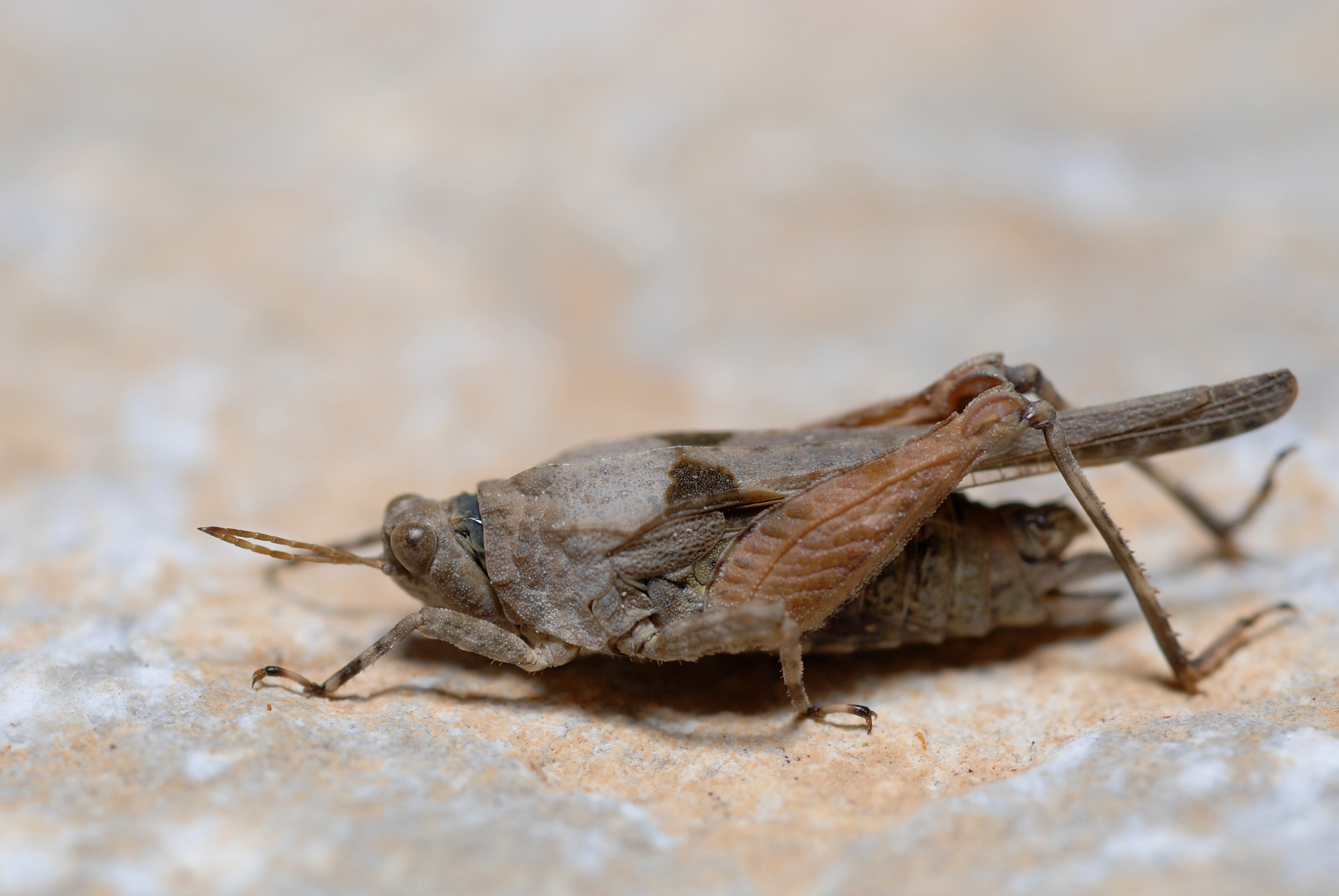